# Ephippiochthonius latellai
Espèce
Synonymes
- Chthonius latellai Gardini, 2013

Ephippiochthonius latellai est une espèce de pseudoscorpions de la famille des Chthoniidae.

## Distribution
Cette espèce est endémique du Latium en Italie. Elle se rencontre dans les grottes Grotta di Fiume Coperto et Grotta della Cava à Bassiano.

## Description
Le mâle holotype mesure 1,7 mm et la femelle paratype 1,95 mm.

## Étymologie
Cette espèce est nommée en l'honneur de Leonardo Latella.

## Publication originale
- Gardini, 2013 : A revision of the species of the pseudoscorpion subgenus Chthonius (Ephippiochthonius) (Arachnida, Pseudoscorpiones, Chthoniidae) from Italy and neighbouring areas. Zootaxa, no 3655(1), p. 1-151.